# Episodi di Zack e Cody sul ponte di comando (seconda stagione)
La seconda stagione della serie televisiva Zack e Cody sul ponte di comando è stata trasmessa negli Stati Uniti dall'8 agosto 2009 al 18 giugno 2010 su Disney Channel.
In Italia è andata in onda dal 4 marzo 2010 al 10 settembre 2010 su Disney Channel Italia, successivamente viene trasmessa in chiaro su Italia 1 dal 18 aprile 2011.
| nº | Titolo originale           | Titolo italiano                       | Prima TV USA      | Prima TV Italia   |
| -- | -------------------------- | ------------------------------------- | ----------------- | ----------------- |
| 1  | The Spy Who Shoved Me      | Spie a bordo                          | 8 agosto 2009     | 11 marzo 2010     |
| 2  | Ala-ka-scream              | Magia e gelosia                       | 14 agosto 2009    | 18 marzo 2010     |
| 3  | In the Line of Duty        | Zack, il sorvegliante                 | 21 agosto 2009    | 8 aprile 2010     |
| 4  | Kitchen Casanova           | Casanova in cucina                    | 4 settembre 2009  | 1º aprile 2010    |
| 5  | Smarticle Particles        | Effetto placebo                       | 11 settembre 2009 | 25 marzo 2010     |
| 6  | Family Thais               | La nonna di London                    | 18 settembre 2009 | 15 aprile 2010    |
| 7  | Goin' Bananas              | Bananafobia                           | 25 settembre 2009 | 22 aprile 2010    |
| 8  | Lost at Sea                | Naufraghi                             | 2 ottobre 2009    | 4 marzo 2010      |
| 9  | Roomies                    | Compagni di stanza                    | 16 ottobre 2009   | 29 aprile 2010    |
| 10 | Crossing Jordin            | Jordin in crociera                    | 23 ottobre 2009   | 6 maggio 2010     |
| 11 | Bermuda Triangle           | Il triangolo delle Bermuda            | 13 novembre 2009  | 13 maggio 2010    |
| 12 | The Beauty and the Fleeced | Miss Tipton                           | 20 novembre 2009  | 20 maggio 2010    |
| 13 | The Swede Life             | Aringhe e antenati                    | 14 dicembre 2009  | 27 maggio 2010    |
| 14 | Mother Of The Groom        | Il matrimonio di Esteban              | 8 gennaio 2010    | 3 giugno 2010     |
| 15 | The Defiant Ones           | Una bugia tira l'altra                | 15 gennaio 2010   | 12 giugno 2010    |
| 16 | Any Given Fantasy          | Al di sopra delle aspettative         | 18 gennaio 2010   | 12 giugno 2010    |
| 17 | Rollin' With the Holmsies  | Un caso per Cody Holmes               | 29 gennaio 2010   | 17 giugno 2010    |
| 18 | Can You Dig It?            | La corona di Xaria                    | 12 febbraio 2010  | 8 luglio 2010     |
| 19 | London's Apprentice        | L'invenzione da un milione di dollari | 26 febbraio 2010  | 9 luglio 2010     |
| 20 | Once Upon a Suite Life     | C'era una volta sul ponte di comando  | 5 marzo 2010      | 15 luglio 2010    |
| 21 | Marriage 101               | La sfida delle coppie                 | 19 marzo 2010     | 16 luglio 2010    |
| 22 | Model Behavior             | Modelle e monelli                     | 27 marzo 2010     | 29 luglio 2010    |
| 23 | Rock the Kasbah            | Il genio della lampada                | 16 aprile 2010    | 23 luglio 2010    |
| 24 | I Brake for Whales         | Moseby Dick                           | 23 aprile 2010    | 22 luglio 2010    |
| 25 | Seven Seas News            | Il notiziario                         | 7 maggio 2010     | 29 luglio 2010    |
| 26 | Starship Tipton            | Avventura nello spazio                | 14 maggio 2010    | 30 luglio 2010    |
| 27 | Mean Chicks                | Il metodo Blanket                     | 11 giugno 2010    | 30 luglio 2010    |
| 28 | Breakup in Paris           | Litigi a Parigi                       | 18 giugno 2010    | 10 settembre 2010 |

## Spie a bordo
- Titolo originale: The Spy Who Showed me
- Diretto da: Shelley Jensen
- Scritto da: Billy Riback

### Trama
Zack e Cody vengono coinvolti dalla spia Smith in una missione a suo dire di importanza cruciale: il compito dei gemelli è quello di recuperare un preziosissimo microchip da un contatto denominato Dito Rosso. I ragazzi, con l'aiuto di London che si finge una chiromante, individuano Dito Rosso e si fanno dare il microchip che consegnano poi a Smith. Dito Rosso e i suoi scagnozzi sequestrano i gemelli e li obbligano a portare via il microchip a Smith, il quale secondo lei sarebbe un pericoloso criminale. Zack e Cody recuperano il microchip da Smith e Cody lo dà a Bailey, pregandola di sbarazzarsene senza guardarne il contenuto: Bailey, invece, lo consulta e scopre che il "segreto" così importante era la ricetta della maionese 0 calorie per salvare il mondo dall'obesità.
- Guest star: Sara Erikson (Dito Rosso), Gildart Jackson (Smith)
- Nota: il titolo di questo episodio è una parodia del titolo del film La spia che mi amava il cui protagonista è James Bond e il personaggio dell'episodio James Smith parodizza proprio James Bond mentre Dito Rosso parodizza Anya Amasova e il suo nome invece parodizza il cognome del personaggio Auric Goldfinger.

## Magia e gelosia
- Titolo originale: Ala-Ka Scream
- Diretto da: Shelley Jensen
- Scritto da: Billy Riback

### Trama
London frequenta Armando, un giovane mago molto talentuoso, e tra i due c'è una bella intesa: il problema è che Armando ha un'assistente, Karina, di cui London è molto gelosa. Per sbarazzarsene, London chiede a suo padre di sposare Karina e si sostituisce a lei nel ruolo di assistente, mandando però a monte lo spettacolo. London chiede scusa ad Armando e, per farsi perdonare, gli procura una nuova assistente, una donna anziana, così non sarà più gelosa.
Cody e Bailey non riescono a godersi una cenetta romantica in santa pace perché Zack, non avendo la ragazza fissa, è sempre tra i piedi. Così fanno in modo che diventi amico di Woody, in quanto entrambi hanno molto in comune: i due si iscrivono a una gara di air-band, salvo poi discutere perché Woody si è presentato alle prove in ritardo. Zack va a suonare da solo, ma durante il numero arriva Woody e concludono in bellezza.
- Guest star: Savannah Jade (Tanya), Briana Lane (Karina), Matthew Timmons (Woody Fink), Justin Willman (Armando)

## Zack, il sorvegliante
- Titolo originale: The Line of Duty
- Diretto da: Richard Correll
- Scritto da: Jeff Hodsden e Tim Pollock

### Trama
Moseby e la Tutweiller non sanno più come gestire l'eccessiva esuberanza di Zack, così decidono di provare a metterlo in una posizione di potere per responsabilizzarlo. Zack viene nominato sorvegliante dei corridoi e prende talmente sul serio il nuovo ruolo da mettere in punizione tutti i suoi amici, compreso il fratello Cody che era sgattaiolato sullo sky-deck di notte per incontrarsi con Bailey. Quando si rende conto che rischia di perdere tutti gli amici, Zack chiede di lasciare l'incarico di sorvegliante e si fa mettere in punizione con gli altri.
London apre una boutique e assume Bailey come dipendente: il problema è che non vuole che nessuno degli abiti esposti venga venduto, in quanto appartenenti alla sua cabina armadio. Bailey vende di nascosto un vestito a cui London teneva tantissimo a una cliente e le fa capire che non ha senso aprire un'attività se poi non si vende nulla.
- Guest star: Erin Cardillo (Emma Tutweiller), Windell D. Middlebrooks (Kirby Morris), Marisa Theodore (Cara), Matthew Timmons (Woody Fink)

## Casanova in cucina
- Titolo originale: Kitchen Casanova
- Diretto da: Richard Correll
- Scritto da: Jeff Hodsden e Tim Pollock

### Trama
Cody sostituisce l'insegnante di cucina e Bailey è gelosa di come lo guardano le altre ragazze. 
London vende delle tele sulle quali Zack starnutisce spacciandole per opere d'arte.
- Guest star: Jennifer Rhodes (signora McCracken), Leslie-Ann Duff (Reina), Matthew Timmons (Woody Fink), Rachael Kathryn Bell (Addison Dè Wà)
- Nota: in questo episodio è assente Marion Moseby.

## Effetto placebo
- Titolo originale: Smarticle Particles
- Diretto da: Rich Correll
- Scritto da: Adam Lapidus

### Trama
Bailey cerca di migliorare il rendimento scolastico di London, scoprendo che non prende tutti i compiti sul serio. Così Bailey fa una scommessa con Cody: se Bailey avesse fatto studiare London per il compito in classe di matematica, London non avrebbe fatto lavorare Moseby come allevatore di capre, e inoltre, Bailey avrebbe dato un bacio a Cody sulla guancia. Passano i giorni e London scherza sui compiti. Così passa all'effetto placebo: un profumo che fa aumentare la sua intelligenza. Credendo che il profumo funzioni sul serio, London si impegna e prende una C+, e al test finale una B++.
- Guest star: Matthew Timmons (Woody Fink)

## La nonna di London
- Titolo originale: Family Thais
- Diretto da: Rich Correll
- Scritto da: Jeff Hodsden, Tim Pollock

### Trama
La nave fa tappa in Thailandia. Bailey accompagna London a conoscere sua nonna, la quale resta scioccata nello scoprire che l'anziana parente conduce un'esistenza molto modesta come contadina. London si sente rifiutata dalla nonna che sembra preferirle Bailey perché, contrariamente a lei, dimostra di sapersi integrare in quello stile di vita. Allora London avvia un vero e proprio restyling della nonna, senza considerare il fatto che lei vive bene con quello che ha: alla fine nonna e nipote riescono a chiarirsi. A bordo della nave, Zack ha conosciuto Sasha, ma non riesce a parlarci perché lei è sempre insieme alla sua amica chiacchierona Hilary: la sua idea è organizzare un'uscita a quattro con Cody, in modo che il fratello tenga occupata Hillary. Cody sta girando un patetico diario del Mi manchi in cui racconta la sua lontananza da Bailey: Zack vuole obbligarlo a uscire e, dopo averlo ripreso mentre si prepara all'uscita, lo minaccia di raccontare tutto a Bailey se si rifiuterà. Alla cena si scopre che in realtà l'appuntamento era per dare a Hilary la possibilità di conoscere Cody, così Zack resta amareggiato nello scoprire che era lui, e non il gemello, a recitare il ruolo del rincalzo.
- Guest star: Ashley Farley (Hilary), Elizabeth Sung (nonna), Erica Aulds (Sasha)
- Nota: in questo episodio è assente Marion Moseby.

## Bananafobia
- Titolo originale: Goin' Bananas
- Diretto da: Phill Lewis
- Scritto da: Jeny Quine e Dan Signer

### Trama
Zack copia una ricerca scolastica dal computer di Cody, senza sapere che il fratello ha aggiunto nel mezzo del compito una frase fuori luogo, "Sono terrorizzato dalle banane", in previsione di un suo furto da parte del gemello. La Tutweiller, letto il compito, manda Zack dallo psicologo per discutere di questa presunta fobia delle banane. Il ragazzo finge che la paura sia vera per non ammettere di aver copiato la ricerca, ma lo psicologo intuisce che Zack possa sentirsi accademicamente inferiore al fratello; finisce così con il far travestire Cody da banana gigante e fa litigare i gemelli in modo che Zack si sfoghi: anche Cody, però, nella rabbia si apre rivelando di sentirsi anche lui inferiore al fratello sotto certi aspetti. Dopo aver esternato i loro pensieri, i due si scusano a vicenda e si abbracciano.
Nel frattempo, Woody è ossessionato dal simulatore online Second Life e passa giornate intere davanti al computer, estraniandosi dalla realtà. Un giorno Woody conosce online una ragazza, senza sapere che è Addison: i due si incontrano dal vivo, ma non sanno cosa dirsi e allora ricorrono al computer per continuare l'appuntamento in modo virtuale.
- Guest star: Erin Cardillo (Emma Tutweiller), Matthew Timmons (Woody Fink), Michael Hitchcock (Dottor Blanket), Rachael Kathryn Bell (Addison Dè Wà), Randi Adlon (Dana)
- Nota: in questo episodio è assente Marion Moseby.

## Naufraghi
- Titolo originale: Lost at sea
- Diretto da: Rich Correll
- Scritto da: Danny Kallis, Pamela Eels O' Connell

### Trama
Gli amici della Seven Seas High cioè, Zack, Cody, Woody, Bailey e London salgono su una scialuppa. Per sbaglio Woody preme il pulsante per lasciare la nave, finendo su un'isola sperduta.
- Guest star: Erin Cardillo (Emma Tutweiller), Matthew Timmons (Woody Fink), Michelle DeFraites (Jenna)

## Compagni di stanza
- Titolo originale: Roomies
- Diretto da: Jim Drake
- Scritto da: Danny Kallis, Pamela Eells O' Connell

### Trama
Marcus Little è un nuovo studente della nave e viene messo in cabina con Zack. Da piccolo era un famoso cantante, ma ora che è cresciuto ed è stato licenziato dalla sua etichetta discografica, il ragazzo vorrebbe vivere una vita normale; Zack decide quindi di fargli rivivere l'infanzia che non ha potuto avere. Nel frattempo, Cody sfida Bailey in molte competizioni, ma perde sempre. 
- Guest star: Matthew Timmons (Woody Fink), Jill Basey (Widow), Veronica Dunne (Tiffany)
- Nota: questo è il primo episodio in cui appare il personaggio Marcus Little.

## Jordin in crociera
- Titolo originale: Crossing Jordin
- Diretto da: Jim Drake
- Scritto da: Danny Kallis, Pamela Eels O' Connell

### Trama
Jordin Sparks salpa sulla SS Tipton, e Marcus dice di averla conosciuta durante il tour in America Latina e Paesi Bassi. Cody, con l'aiuto di Marcus, comincia a scrivere una canzone, ma tra i due scoppia una rissa per chi tra i due può scrivere la canzone a Jordin. Alla fine, Zack li fa riconciliare.
Sulla nave sale a bordo un'altra ragazzina, fan di "Viva Me", lo show su internet di London Tipton, avendo vinto un concorso organizzato da London. Ma la ragazzina, dopo aver passato troppo tempo con London, comincia a comportarsi come lei, e la chiude a chiave nello sgabuzzino per impersonarla. Bailey la scopre e chiede al signor Moseby di aiutarla a mettere a posto le idee della ragazzina.
- Guest star: Jordin Sparks

## Il triangolo delle Bermuda
- Titolo originale: Bermuda Triangle
- Diretto da: Jim Drake
- Scritto da: Danny Kalli, Pamela Eels O' Connell

### Trama
Manca poco al sedicesimo compleanno di Zack e Cody e i genitori mandano loro un assegno. I fratelli sono in disaccordo su come spendere i soldi e finiscono per romperlo; furiosi, entrambi esprimono il desiderio di essere figli unici. Pochi istanti dopo la nave attraversa il Triangolo delle Bermuda, che trasporta tutti in un universo parallelo dove Zack, cresciuto con la madre, è un ragazzo sensibile e secchione che frequenta la S.S.Tipton. Un giorno sale a bordo Cody, cresciuto per strada con la band del padre sviluppando un carattere da duro e arrogante. I due ragazzi si incontrano per la prima volta e, dopo una serie di indizi, chiedono spiegazioni ai genitori e scoprono di essere gemelli, separati al momento del loro divorzio; i due decidono allora di passare del tempo insieme. Più tardi, Cody origlia una conversazione in cui gli altri ragazzi sparlano di lui per via del suo brutto carattere. Arriva il giorno del compleanno dei gemelli: Cody, desideroso di far qualcosa di buono per il fratello, chiede consiglio a Bailey e lei capisce che in fondo il ragazzo ha un animo gentile; Zack, invece, grazie ai consigli del fratello riesce a procurarsi diversi appuntamenti. Improvvisamente la nave esce dal Triangolo delle Bermuda e tutti ritornano nell'universo originale. Zack e Cody, che rifiutavano di parlarsi, si rendono conto di non essere più arrabbiati e si scambiano un abbraccio. Più tardi i loro genitori mandano un nuovo assegno, ma i ragazzi finiscono per romperlo di nuovo.
- Guest star: Matthew Timmons (Woody Fink), Arleen Hurtado (ballerina di flamenco)

## Miss Tipton
- Titolo originale: The Beauty and the Fleeced
- Diretto da: Jim Drake
- Scritto da: Dan Signer

### Trama
Zack, Woody e Marcus organizzano un falso concorso di bellezza solo per provarci con delle ragazze; il signor Moseby li scopre e decide di trasformarlo in un concorso vero, permettendo ai ragazzi di essere i giudici ma costringendoli ad occuparsi dell'organizzazione e della pulizia. Bailey litiga con Cody, che cercava di migliorarla per il concorso facendole notare tutti i suoi difetti e il fatto che trapelassero facilmente le sue origini contadine. Bailey decide quindi di cavarsela da sola e, nonostante il suggerimento di Cody di non cantare perché troppo scontato, si esibisce e trova il favore del pubblico, oltre che di Cody stesso, il quale ha deciso di presenziare comunque alla serata per sostenerla. Le finaliste sono Caitlin, la preferita da Zack, London, sostenuta da Marcus, e Bailey, appoggiata da Woody: i giudici sono in disaccordo e Moseby propone di stabilire la vincitrice attraverso gli applausi. Nonostante London cerchi di corrompere il pubblico, Cody interviene per farlo rinsanare e la vincitrice risulta essere Bailey.
- Guest star: Brittany Ross (Capri Davis), Matthew Timmons (Woody Fink)

## Aringhe e antenati
- Titolo originale: The Swede Life
- Diretto da: Jim Drake
- Scritto da: Danny Kallis, Pamela Eels O' Connell

### Trama
Zack, Cody, London e Bailey vanno in Svezia, precisamente a Martensgrav. 
Zack e Cody scoprono che quella terra apparteneva a due loro antenati, che erano considerati molto cattivi dagli abitanti della città. In realtà il cattivo era il bisnonno della principessa, che voleva rubare tutto il cibo pescato dagli antenati di Zack e Cody.
Zack si innamora di una ragazza svedese, figlia del signore che raccontò la storia falsa agli abitanti di Martensgrav sugli antenati di Zack e Cody.
Intanto il signor Moseby, accompagnato da Marcus, vanno in un negozio di mobili svedesi, per cambiare un comodino a cui mancava una vite. I due volevano visitare il museo degli ABBA, ma rimangono bloccati nel negozio passando ore a compilare moduli solo per una vite mancante per il comodino svedese del signor Moseby.
- Guest star: Ed Begley Jr. (Mayor Ragnar), Mary Kate McGeehan (Helga)

## Il matrimonio di Esteban
- Titolo originale: Mother of the Groom
- Diretto da: Jim Drake
- Scritto da: Danny Kallis, Pamela Eells O'Connell

### Trama
Esteban, il fattorino del Tipton, sale sulla nave per sposarsi con la sua fidanzata Francesca. I gemelli, assieme a Marcus e Moseby, organizzano l'addio al celibato di Esteban. La festa è davvero noiosa e finisce con Francesca che vuole annullare le nozze: questo perché la madre di Esteban, alla quale Francesca non piace, non vuole dare la sua approvazione. Francesca pone Esteban di fronte a una scelta difficile: o lei o sua madre.
Zack, pur essendo contrario al matrimonio in generale, dice a Esteban che è arrivato il momento che sua madre si faccia da parte per il suo bene, esattamente come sua madre Carey gli ha permesso di andare via da casa a studiare sulla nave.
Intanto Bailey e London cercano di tirare su il morale della madre di Esteban, facendole riscoprire la sua passione per la musica. 
Alla fine il matrimonio viene celebrato, con l'approvazione della madre di Esteban.
- Guest star: Adrian R'Mante (Esteban Ramìrez), Charo (signora Ramirez), Marisa Ramirez (Francesca)

## Una bugia tira l'altra
- Titolo originale: The Defiant Ones
- Diretto da: Richard Correll
- Scritto da: Dan Signer

### Trama
Per la prima volta Cody si dimentica di consegnare una relazione, così trova la scusa che ha dovuto soccorrere Bailey che è inciampata su Ivana, la cagnolina di London. Quando la signorina Tutweiller chiede a London dov'è Ivana, lei mente dicendo che è stata mangiata da un coccodrillo libero sulla nave. Quindi scatta l'allarme, e Marcus, facendo finta di essere un eroe, finge di aver ucciso il coccodrillo.
Dopo tutto questo, Cody si dimentica un'altra volta di fare la relazione, quindi gli viene data una F.
Intanto uno psicologo cerca di convincere Moseby e Zack di andare d'accordo. Dopo moltissime strategie di amicizia, lo psicologo li ammanetta insieme.
- Guest Star: Erin Cardillo (Emma Tutweiller)

## Al di sopra delle aspettative
- Titolo originale: Any Given Fantasy
- Diretto da: Jim Drake
- Scritto da: Danny Kallis, Pamela Eells O' Connell

### Trama
Zack, Marcus e Woody prendono in giro Cody perché non sa giocare a football. Così, mentre Kirby insegna Cody a giocare bene a football, Moseby vieta a tutti i ragazzi, eccetto Cody, di giocarci. Così, gli altri ragazzi inventano il fantafootball, e London decide di dare un trofeo enorme a chi vincerà il torneo organizzato dai ragazzi stessi.
London invita Kurt Warner sulla nave, il più grande giocatore di football di tutti i tempi. Cody lo sfida e tutti i ragazzi rimangono colpiti dai suoi progressi.
- Guest star: Kurt Warner (sé stesso), Matthew Timmons (Woody Fink), Windell D. Middlebrooks (Kirby Morris)
- Nota: in questo episodio è assente Bailey Pickett. Questo è l'unico episodio della seconda stagione in cui è assente Bailey Pickett.

## Un caso per Cody Holmes
- Titolo originale: Rollin' With the Holmsies
- Diretto da: Jim Drake
- Scritto da: Danny Kallis, Pamela Eells O' Connell

### Trama
La nave fa tappa in Inghilterra. Bailey, Woody e Cody fanno visita al museo di Arthur Conan Doyle dove improvvisamente la prima edizione de Il mastino dei Baskerville, libro di grande valore appartenente alla regina, viene rubata. Cody, grazie anche all'aiuto di Woody, riesce a scoprire che il ladro è l'ispettore incaricato delle indagini, rivelatosi un grande estimatore delle avventure di Sherlock Holmes. Nel mentre Marcus è geloso del ragazzo di London, un arrogante baronetto giocatore di cricket. Grazie a Moseby, che insegna a lui e a Zack le regole del gioco, Marcus riesce a sfidare il rivale: arrivati all'ultimo colpo, però, l'ispettore prova a fuggire con il libro e il ragazzo lo colpisce con la palla, perdendo la partita ma salvando il libro della regina. Nonostante la sconfitta London lascia il baronetto dopo aver scoperto che questi la prendeva in giro in segreto. 
- Guest star: Matthew Timmons (Woody Fink), Charles Shaughnessy (Sorvegliante)

## La corona di Xaria
- Titolo originale: Can You Dig It?
- Diretto da: Jim Drake
- Scritto da: Danny Kallis, Pamela Eells O' Connell

### Trama
La classe visita delle antiche rovine dove manca la corona della principessa Xaria, la cui leggenda narra che si risveglierà per vendicarsi di coloro che l'hanno uccisa.
Sono anni che Cody studia i geroglifici del luogo sperando di trovare la corona, ma casualmente ci riesce Zack quando si allontana per fare pipì.
Zack si prende tutti i meriti e Cody ne è gelosissimo, tanto che viene addirittura intervistato dalla televisione.
Intanto, lo spirito di Xaria si risveglia ed entra nel corpo di Bailey, la quale vuole vendicarsi su Zack, il ladro della sua corona.
Infine Cody riesce a risvegliare Bailey, salvandola dallo spirito di Xaria.
Alla fine Zack confessa che è Cody il vero archeologo e che è lui che merita di essere intervistato.
- Guest star: Alex Cambert (Luis), Erin Cardillo (Emma Tutweiller), Lesli Margherita (Isabel Cruz)
- Assenti: Phill Lewis (Marion Moseby)

## L'invenzione da un milione di dollari
- Titolo originale: London's Apprentice
- Diretto da: Jim Drake
- Scritto da: Danny Kallis, Pamela Eells O' Connell

### Trama
Il signor Tipton consegna a London un milione di dollari per un'invenzione che avrebbe dovuto inventare lei, che doveva superare quella di Newton. Ma visto che lei non ci riuscirebbe mai, chiede aiuto ai suoi amici.
Bailey inventa una bambola che serve a riciclare gli oggetti.
Marcus, invece, inventa un gabinetto dove, inserendo 99 centesimi, si può ascoltare la propria musica preferita, sia quella dei tempi passati, che quella dei tempi presenti e futuri.
Cody inventa un modo veloce per cucinare.
Zack inventa un costume da supereroi che senza l'intervento di qualche esperto sarebbe rimasto inutile.
Poi anche Moseby mostra un'invenzione a London: un fazzolettino che cambia colore a seconda dell'umore. 
Intanto, London affida a Kirby il compito di badare ai soldi. Ma Kirby li perde.
London, non essendo soddisfatta delle invenzioni dei suoi amici, li consiglia di unirle creando un'unica invenzione. Finalmente Zack, Cody, Bailey e Marcus riescono a creare una nonna robot che cucina, riproduce musica e che ha perfino i superpoteri. Alla fine quest'invenzione si rivela un fallimento.
Moseby fa capire a London che deve avere fiducia in se stessa. Quindi scopre che anche lei aveva compiuto un'invenzione: il "NoteBook Trousse", un finto libretto degli appunti che contiene trucchi e uno specchio. Alla fine sarà London la vincitrice del milione di dollari.
- Guest star: Windell D. Middlebrooks (Kirby Morris), Brandon Ellison (Chefinator)

## C'era una volta sul ponte di comando
- Titolo originale: Once Upon a Suite Life
- Diretto da: Jim Drake
- Scritto da: Danny Kallis, Pamela Eells O' Connell

### Trama
Durante una noiosa lezione sulle fiabe della signorina Tutweiller, Zack, London e Cody si addormentano e sognano di essere nelle fiabe.
London interpreta la strega di Biancaneve, che, gelosa della bellezza di Biancaneve (Bailey) ordina al cacciatore (Moseby) di ucciderla. Come la favola, il cacciatore non la uccide e la strega, avendolo scoperto, prepara una mela avvelenata da dare a Biancaneve. Biancaneve scappa nella casa dei tre nani (Zack, Woody e Marcus). La strega da a Biancaneve la mela sbagliata, ma la fa svenire con un colpo in testa. Il principe (Cody) risveglia la sua amata, e le propone il matrimonio.
Cody sogna di essere in Hansel e Gretel, dove i due gemelli (Zack e Cody) vanno nella dimora della strega (la Tutweiller) che cerca di mangiarli. Grazie ad una ragazza con la faccia dentro la torta (Bailey), i due riescono a fuggire.
Zack sogna di essere in "Jack e i fagioli magici" dove lui (Jack) doveva vendere una mucca (Bailey), ma invece la scambia con un fagiolo magico, attraverso il mercante (Marcus). Jack scopre che il fagiolo è diventato una pianta altissima: sale fino in cima e trova un'oca giocattolo (London), e un'arpa (Cody), che lo aiutano a sconfiggere il gigante (Moseby).
- Guest star: Matthew Timmons (Woody Fink), Erin Cardillo (Emma Tutweiller)

## La sfida delle coppie
- Titolo originale: Marriage 101
- Diretto da: Jim Drake
- Scritto da: Danny Kallis, Pamela Eells O' Connell

### Trama
La Tutweiller assegna ai ragazzi un progetto per simulare il matrimonio. 
Cody e Bailey si sposano per primi. Woody decide di sposare Addison, a cui tocca un figlio, il povero Marcus. Zack sposa London, che pensando che fosse un matrimonio vero, lo porta a fare shopping e gli paga tutti i vestiti lussuosi.
La signorina Tutweiller assegna a ognuno un lavoro. Bailey fa la modella, Addison l'insegnante, Cody l'astronomo, Woody il venditore di hot dog, Zack l'operatore ecologico e London la donna di casa.
Poi la Tutweiller fa girare la ruota ad alcuni ragazzi per far cambiare qualcosa nella loro vita: a Cody si rompono due gambe, e Zack diventa un clown al circo. Cody, però, si comporta male con Bailey, chiedendole di aiutarlo per qualunque cosa, a causa del suo infortunio. La Tutweiller organizza una sfida tra le coppie, per vedere come se la stanno cavando. La sfida finisce in una rissa tra tutti i ragazzi. Infine Cody si scusa con Bailey per il suo comportamento, e si riconciliano, mentre London chiede il divorzio, avendo sempre creduto che il matrimonio era vero.
- Guest star: Matthew Timmons (Woody Fink), Erin Cardillo (Emma Tutuweiller), Rachael Katryn Bell (Addison Dè Wà)
- Nota: in questo episodio è assente Marion Moseby.

## Modelle e monelli
- Titolo originale: Model Behavior
- Diretto da: Bob Koherr
- Scritto da: Jeff Hodsden, Tim Pollock

### Trama
Approfittando dell'assenza di Mosbey impegnato in una riunione, Zack e Marcus cercano di organizzare una festa sullo Sky Deck con delle modelle. A bordo salgono anche Jessica e Janice dal Tipton. Quest'ultima cerca di ottenere l'attenzione di Cody che pensa che Bailey sia gelosa di Janice. Frattanto Woody si finge un modello di nome Woodlander cercando di non far scoprire il segreto del party.
- Guest star: Kathie Lee Gifford (Cindy), Matthew Timmons (Woody Fink), Camilla e Rebecca Rosso (Jessica e Janice)

## Il genio della lampada
- Titolo originale: Rock the Kasbah
- Diretto da: Rich Correll
- Scritto da: Adam Lapidus

### Trama
Cody vuole comprare un paio di costosi orecchini per Bailey, ma mentre Zack tenta inutilmente di far abbassare il prezzo, i gioielli vengono venduti a qualcun altro. Il commerciante tenta allora di truffare i ragazzi con una copia, che tuttavia costa il doppio; Cody non ha abbastanza soldi e se ne va. Intanto London compra una lampada che si crede sia dotata di poteri; Woody e Marcus esprimono dei desideri e lasciano a Bailey la scelta di chi debba usare l'ultimo. Dopo aver fatto un sogno, la ragazza si convince che nessuno dei tre meriti il desiderio e la lampada finisce per caso nelle mani di Cody, che senza pensarci chiede di avere gli orecchini per Bailey. Questi gli vengono consegnati pochi secondi dopo da Zack, che per farsi perdonare è riuscito a comprarli dal venditore, facendo abbassare il prezzo in cambio di un lavoretto sgradevole.
- Guest star: Matthew Timmons (Woody Fink), Matthew Willig (Genio/Gino), Amro Salama (Youssef).

## Moseby Dick
- Titolo originale: I Brake for Whales
- Diretto da: Rich Correll
- Scritto da: Jeny Quine, Adam Lapidus

### Trama
Cody e Bailey vogliono salvare le loro balene adottive che passeranno proprio accanto alla nave e che potrebbero morire a causa dello scontro con la nave. Nonostante le pressioni verso il signor Moseby e il capitano della nave non riescono a convincerli a fermare la nave fino al passaggio delle balene e per questo decidono di rinchiudersi nella cabina di comando, spegnere il motore e aspettare finché le balene non saranno salve. Quando Kirby entra nella stanza dai condotti di aerazione per fermare i ragazzi rimane commosso da un video sulle balene e non agisce, ma all'arrivo del signor Moseby sono costretti a rinunciare. In realtà il signor Moseby continua l'opera dei ragazzi e tutti si godono il passaggio delle balene.
- Guest Star: Windell D. Middlebrooks (Kirby Morris)

## Il notiziario
- Titolo originale: Seven Seas News
- Diretto da: Bob Koherr
- Scritto da: Pamela Eells O'Connell

### Trama
La professoressa Tutweiller assegna ai ragazzi il compito di dirigere il notiziario sulla rete televisiva della nave: Bailey e Zack sono i conduttori, London la meteorologa, Cody il reporter e Woody il cameraman. Cody scopre che sulla nave è scomparso un passeggero e, con l'aiuto di Kirby, scopre che in realtà il passeggero non è mai esistito e che è stata London ad inventarlo per poter avere una stanza come armadio per i suoi vestiti.
Intanto Zack continua a trattare male Bailey prima e durante il notiziario, credendo di essere lui la vera star del notiziario.
- Guest star: Matthew Timmons (Woody Fink), Erin Cardillo (Emma Tutweiller), Windell D. Middlebrooks (Kirby Morris)
- Nota: in questo episodio sono assenti sia Marion Moseby sia Marcus Little.

## Avventura nello spazio
- Titolo originale: Starship Tipton
- Diretto da: Kelly Sandefur
- Scritto da: Jeny Quine, Dan Signer

### Trama
Un robot-Moseby arriva dal futuro con l'obbiettivo di eliminare Zack; nel suo tempo, un discendente del ragazzo ha condannato l'umanità inviando l'astronave su cui si trovava verso lo spazio anteriano, un punto dell'universo abitato da creature bellicose, e invaderlo sarà considerata una dichiarazione di guerra. I ragazzi convincono il robot a portarli con sé nel futuro, per permettere a Cody di riparare la Starship Tipton. Mentre London stringe amicizia con un suo discendente, Cody ha difficoltà a riparare l'astronave e Marcus e Bailey contattano accidentalmente il capo degli anteriani, che si prepara all'attacco. Dopo che London spegne per sbaglio i motori e i ragazzi non riescono più a riaccenderli, tutti pensano di essere spacciati; quando i nemici giungono sulla loro nave, però, scoprono che sono in realtà di dimensioni minuscole e iniziano a schiacciarli. Nel processo, Zack colpisce inavvertitamente il pannello di comando e fa ripartire l'astronave. Compiuta la loro missione, i ragazzi possono tornare al loro tempo. Alla fine, tutto si rivela essere solo una storia inventata da Zack per giustificare il non aver svolto i compiti.
- Guest star: George Takei (Rome Tipton), Erin Cardillo (Emma Tutweiller)
- Nota: questo episodio è una parodia di Star Trek.

## Il metodo Blanket
- Titolo originale: Mean Chicks
- Diretto da: Rich Correll
- Scritto da: Adam Lapidus

### Trama
Bailey e London fanno una scommessa: se London riuscirà a non insultare Bailey per una settimana questa dovrà essere al suo servizio, mentre se fallirà dovrà darle 1.000.000 di dollari. Per riuscire a non insultarla London chiede aiuto allo psicologo della nave, il signor Blanket, già impegnato a far passare al signor Moseby la paura delle api. Il suo metodo per aiutare London era che ogni volta che insulta qualcuno la fa soffrire con il solletico.
Nello stesso tempo Cody, aiutato da Marcus e Zack, cerca in tutti i modi di affrontare un uccello che lo opprime in continuazione.
Intanto London sta vincendo la scommessa, ma Bailey riesce a convincerla di cambiare la posta in gioco e vincendo potrà di nuovo insultarla, 1.000.000 di volte.
Il signor Moseby supera la sua paura, Cody affronta l'uccello e London vince la scommessa.
- Guest star: Michael Hitchcock (Dottor Blanket)

## Litigi a Parigi
- Titolo Originale: Breakup in Paris
- Diretto Da: Rich Correll
- Scritto Da: Pamela Eells O'Connell, Adam Lapidus

### Trama
È il primo anniversario di Cody e Bailey e la nave sbarca a Parigi. Là Zack e Woody vengono scambiati per dei ladri di quadri e fuggono per tutta Parigi, poi vengono rapiti e fatti svenire dai veri ladri di quadri. Dopo un paio d'ore si risvegliano nell'aereo dei ladri e per fuggire da loro si lanciano con il paracadute sopra la Tour Eiffel.
Intanto Bailey vuole regalare a Cody un ritratto di loro due, così incontra per strada un pittore, che però si innamora di lei.
Allo stesso tempo, Cody vuole che il suo appuntamento con Bailey sia perfetto, così decide di provarlo prima con London, che accetta di aiutarlo. Quando, sulla Tour Eiffel, Cody fa finta di baciare London, Bailey li intravede e, credendo che Cody le stia compiendo un vero atto di infedeltà e, delusa da questo, torna dal pittore per essere consolata. Cody, però, si sta preoccupando per il motivo per cui Bailey non arriva all'appuntamento. Ma dopo un po' guarda in un cannocchiale e li vede abbracciati. London riesce a chiarire il malinteso, ma quando Bailey arriva per l'appuntamento la cosa non si risolve, dato che Cody non riesce a tollerare che Bailey lo avesse veramente ritenuto capace di un simile tradimento. Così cominciano a discutere di quanto è successo e di quanto poco si fidavano l'uno dell'altra e decidono di lasciarsi.
- Guest star: Al Benner (Pascal), Nick Roux (Jean Luc), Stelio Savante (Stephane), Matthew Timmons (Woody Fink), Larry Vanburen Jr. (Dante), Suzan Brittan (Katrina), Monica Smith (Chloe)